# Concatedral del Padre Misericordioso (Zaporiyia)
La Concatedral del Padre Misericordioso o simplemente Concatedral de Zaporiyia (en ucraniano: Прокафедральний собор Бога Отця Милосердного) es el nombre que recibe un edificio religioso que está afiliado a la Iglesia Católica y se encuentra en la localidad de Zaporiyia en el país europeo de Ucrania.
El templo sigue el rito romano o latino y funciona como la concatedral de la diócesis de Járkov-Zaporiyia (Dioecesis Kharkiviensis-Zaporizhiensis,  Харківсько-Запорізька дієцезія) que fue creada en 2002 mediante la bula "Ad plenius prospiciendum" del papa Juan Pablo II. Su historia se remonta al 5 de abril de 1998 cuando fue bendecida la parcela de terreno para el futuro edificio por el obispo Stanisław Padewski. El 7 de octubre de 1999 se coloca la primera piedra con la presencia del obispo Leon Dubrawski, enviado desde Roma. La iglesia fue diseñada por arquitectos de Ucrania, siguiendo parcialmente el modelo de la basílica de San Pedro de Roma. El 7 de agosto de 2004, el templo fue consagrado por los obispos Stanisław Padewski, Leon Dubrawski , entre otros. 

## Véase también

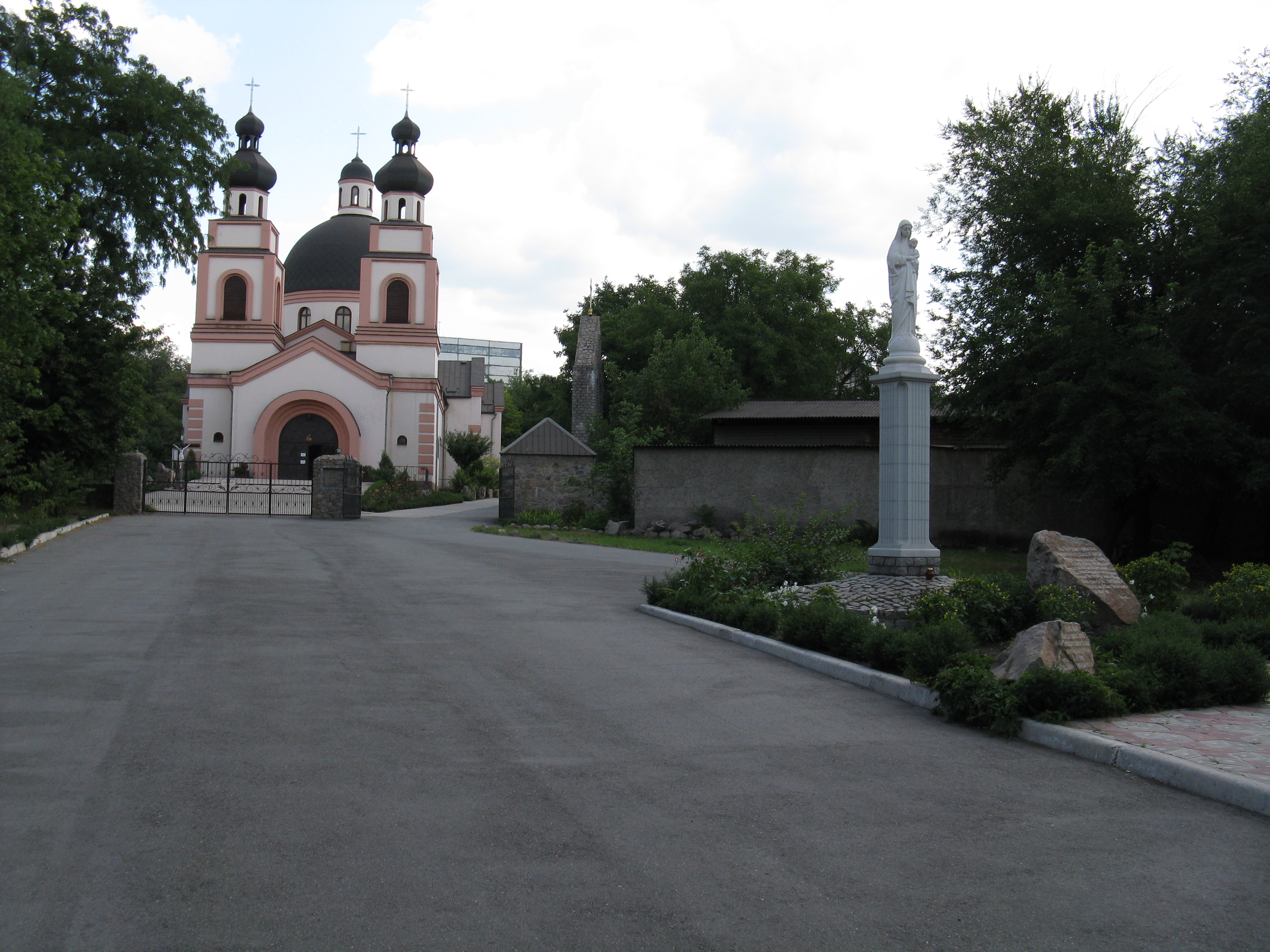
Otra vista del templo